# Мачки
Мачки (словен. Mački) — поселення в общині Велике Лаще, Осреднєсловенський регіон, Словенія. 
Висота над рівнем моря: 698,2 м.